# Way of the Samurai 3
Way of the Samurai 3 (侍道3, Samurai Dō 3) est un jeu vidéo d'action-aventure développé par Acquire et édité par Spike, sorti en 2008 sur Windows, PlayStation 3 et Xbox 360.

## Accueil
- Famitsu : 31/40[1]